# إستر مورينو
إستر مورينو (بالإسبانية: Esther Moreno)‏ هي مصارعة محترفة مكسيكية، ولدت في 20 فبراير 1969 في مدينة مكسيكو في المكسيك.

## روابط خارجية
- إستر مورينو على موقع CageMatch worker (الإنجليزية)
- إستر مورينو على موقع قاعدة بيانات المصارعة على الإنترنت (الإنجليزية)